# 望月さやか
望月 さやか（もちづき さやか、1994年5月16日 - ）は、神奈川県出身のハンドボール選手。

## 経歴
神奈川県立横浜緑ケ丘高等学校卒業後は国士舘大学へ進学。
2016年は関東学生ハンドボール・秋季リーグで得点王（45得点）のタイトルを獲得（筑波大学・岩﨑成美との同時受賞）。
2017年3月22日にプレステージ・インターナショナル アランマーレへの加入が発表された。
2018-19年シーズン限りでアランマーレを退団。

## 詳細情報

### 年度別成績
| 年       | チーム       | 試合 | フィールド 得点 | 率   | 7m    | 合計   | 警告 | 退場 | 失格 |
| -------- | ------------ | ---- | --------------- | ---- | ----- | ------ | ---- | ---- | ---- |
| 2017-18  | アランマーレ | 24   | 54/162          | .333 | 2/4   | 56/166 | 2    | 3    | 0    |
| 2018-19  | アランマーレ | 24   | 9/44            | .205 | 15/24 | 24/68  | 0    | 1    | 0    |
| JHL：2年 | JHL：2年     | 48   | 63/206          | .306 | 17/28 | 80/234 | 2    | 4    | 0    |

- 各年度の太字はリーグ最高

### 記録

#### 日本ハンドボールリーグ
- フィールドゴール初得点：2017年8月26日、対オムロン戦（熊本県立総合体育館）[5]
- 7mスロー初得点：2017年9月30日、対飛騨高山ブラックブルズ岐阜戦（中区スポーツセンター）[6]

### 背番号
- 11 (2017年 - 2019年)